# Pengeindsamling
Ved pengeindsamling forstås den aktivitet, hvor en person eller organisation opsøger andre for at få dem til frivilligt at bidrage til personens eller organisationens økonomi. Et tætbeslægtet begreb er fundraising, hvor man forsøger at skaffe økonomisk støtte til et bestemt (velgørende) formål ved at søge fondsstøtte, organisere indsamlinger eller lignende aktiviteter.

## Former for indsamlinger
Pengeindsamling kendes, alt efter formålets karakter, også under andre navne:
- Kollekt er den kirkelige pengeindsamling
- Tiggeri er den personlige indsamling
- Egenindsamling er den personlige indsamling til velgørenhed

Indsamlinger kan være i form af en fysisk indsamling, der foregår dør til dør eller på gader. Men i takt med internettets udbredelse er det også blevet muligt at foretage indsamlinger online.
En særlig form for fundraising er pengeindsamling til politiske partier via de såkaldte pengeklubber eller politiske erhvervsklubber. Dette fænomen er ikke mindst udbredt i USA, hvor det spiller en meget stor rolle i finansiering af valgkampe, men anvendes også i Danmark.

## Indsamlingsorganisationer
En række organisationer har tilrettelagt deres arbejde således at aktiviteter ud over den nødvendige administration finansieres gennem indsamlinger. Disse organisationer kaldes gerne indsamlingsorganisationer, og i Danmark har en række af dem sluttet sig sammen i brancheorganisationen ISOBRO. ISOBRO arrangerer blandt andet en professionel uddannelse for fundraisere.

## Indsamlingsnævnet
Enhver indsamling skal anmeldes til Indsamlingsnævnet, inden indsamlingen iværksættes, medmindre der foreligger en gyldig indsamlingstilladelse fra tidligere. I så fald kan man nøjes med at orientere om indsamlingen til indsamlingsnævnet. Dette skyldes at alle indsamlinger skal opgøres i et indsamlingsregnskab som sendes til indsamlingsnævnet. 
En del fundraising er dog udelukkende rettet imod virksomheder, ofte iværksat via telemarketing. Denne form for pengeindsamling er ikke omfattet af reglerne i indsamlingsloven.